# Leuciscus baicalensis
Leuciscus baicalensis är en fiskart som först beskrevs av Dybowski, 1874.  Leuciscus baicalensis ingår i släktet Leuciscus och familjen karpfiskar. Inga underarter finns listade i Catalogue of Life.